# KARATEKA
『KARATEKA』（カラテカ）は、日本の音楽ユニットである電気グルーヴの4枚目のオリジナル・アルバム。
1992年10月21日にキューン・ソニーレコードのトレフォートレーベルからリリースされた。前作『UFO』（1991年）からおよそ1年ぶりにリリースされたソニー・ミュージックレコーズからの移籍第一弾となるオリジナル・アルバムであり、作詞は石野卓球およびピエール瀧、作曲は石野および瀧、良徳砂原、プロデュースは電気グルーヴおよびRam Jam Worldの渡辺省二郎名義となっている。
表題曲はYMOの楽曲「ライディーン」（1980年）がテレビ朝日系テレビアニメ『勇者ライディーン』（1975年 - 1976年）に因んで名づけられたことに対抗して、当初はテレビ朝日系テレビアニメ『機動戦士ガンダム』（1979年 - 1980年）に因んで「ガンダム」という曲名にする予定であったが、著作権上の問題により使用できなかったとメンバーは述べている。前作は実質的に石野と瀧の2名で制作された作品であり、砂原は本作において初めて本格的に制作に携わるようになった。本作はポップな作風に徹した作品になっているが、作風について葛藤があり次作への展望が見えない状態に陥っていたことを後にメンバーが告白している。
本作からはテレビ東京系バラエティ番組『浅草橋ヤング洋品店』（1992年 - 1996年）のオープニングテーマとして使用された「SNAKEFINGER」がアルバムと同時リリースという形でシングルカットされた。本作はオリコンアルバムチャートにおいて最高位第13位となった。

## 背景
前作『UFO』（1991年）リリース後、石野卓球は「電気やめる」と発言した後に消息不明になる事態となった。その後石野は復帰したものの、砂原良徳は当時「ここでやめられたらたまんねぇなぁ」と頭を抱えていたと述べている。1992年3月13日および14日の大阪クラブクアトロ公演からコンサートツアー「うんこわしづかみ／うんこもりだくさん 東名阪クアトロ2days」を開始、ブラボー小松（ギター）および江川ゲン太（ドラムス）、コスマス（パーカッション）という構成で生バンドを導入したツアーとなった。5月23日には日比谷野外音楽堂公演「第六回野糞探し大会」が実施され、完成前の「人事を尽くさず天命を待つ」や「DS MASSIVE」の他に、シーナ&ザ・ロケッツの楽曲「レモンティー」のカバーが演奏された。7月23日には日清パワーステーションにて演歌歌手である三波春夫とのジョイントライブ「HARUO IN DANCE BEAT」を実施。同ライブについてピエール瀧は、「あまり思い出したくない（笑）。マスコミがいっぱい来てるんだから、もっとマジメにやれって三波春夫の奥さんに怒られたのがすごい印象的」と述べている。また当日のライブにおいて瀧は演歌歌手の瀧勝として登場し、三波から「おまんた囃子」などのこぶしを伝授されるものの、結果として音程を外してしまうという演出を三波側から提案され、仕方なく「自殺モノのボケ」を披露することになった。9月6日には西武所沢球場でのゲームイベントライブ「ニッポン放送夜班祭・オールスターファミスタ対決」に参加するも、事前に勧告されていた球場使用注意事項にほぼすべて違反したため、以降同球場への立ち入り禁止処分が下された。
10月20日にはニッポン放送の深夜番組『電気グルーヴのオールナイトニッポン』（1991年 - 1994年）が火曜1部に昇格した。当時のインタビューにおいて石野は、一部リスナーからデモテープが送られてくるようになったエピソードを取り上げた上で、それまでヘヴィメタルを聴いていたような人物から「僕は今まで間違ってました。こんな音楽が世の中にあることを知りませんでした」と書かれた手紙が送られてくることや、「僕は電気GROOVEのオールナイトニッポンを聴き始めてからこういう音楽を知って、こないだのお年玉を貯めてサンプラーを買いました」というメッセージが送られてくることもあったと述べている。また当時メディア露出が増加していたことに対して、石野は「そっちの露出が極端になっちゃうと、評価が下がりがちになりますけど、その分は納得させられるようなアルバムをコンスタントに作っていけたら、別に構わないと思いますよ」と述べており、瀧は「昔“ザ・ベストテン”って番組があって、よくフォーク系の人がチャートに入っても、それに出ないことによって音楽性が高いような錯覚があって出演しないってことがありましたよね。そうじゃなくて“ザ・ベストテン”に出てても高いクオリティのものが出せれば良いわけですから。僕らもその辺の錯覚に捕らわれがちなんですけど」と述べている。

## 録音、制作
本作のリズムには基本的にローランドのR-8Mが使用されている他、ディー・ライトのブートレッグ盤の中にキックドラムの良い音があったことから、「Hi-Score」「KARATEKA」「Let's Go! 無間地獄」の3曲においてローランド・TR-909を加工した音が挿入されていると石野は述べている。スネアドラムの音色に関しては、古いレゲエのレコードから「今じゃ絶対に出せないような質感のもの」をサンプリングして使用しており、ハイハットなどのシンバル関連の音色はTR-606を多用していると石野は述べている。ベースに関してはシーケンシャル・サーキットのPRO-ONEを使用している他、質感が不足した場合にはローランド・ジュピター6やS1000のプリセットのサイン波を加工することや、それだけでは「ぼんやりする」という理由からアタックを追加することもあったと述べている。
当時としても古い機材が多いことを指摘された石野は、「そうなんですよ。新しいものを持っていないというのもあるんですけど。考えてみれば90年代に入ってから出た機材は1つも持ってないし、MIDIもオムニしか受けないようなやつとかばかりですね（笑）」と述べた他、レコーディング前にMIDIが付いていないコルグMS-20やローランド・SH-2でフレーズを手弾きしたものをサンプリングするという手法を用いたこと、ウィリアム・オービットが「世界最高のシンセ」と発言したローランド・ジュノー106をほぼすべての楽曲において使用したと述べている。
ミュージックシーケンサーについて、石野はローランド・W-30内蔵のシーケンサー、瀧はAtari Mega 2とCubase、砂原はローランド・MC-50を使用したと述べている。自分達の使用するシーケンサーが安価なものであることを自嘲気味に述べた石野であったが、イギリスのバンドであるプロディジーがW-30を使用しているという情報を得たことから「結構自信がつきました。もっと暇があったらマックとかも覚えたいんですけど、新しいシーケンサーの使い方を覚える間にもっと曲を作りたいというのがあるし」と述べている。その他スタジオ内での作業として、通常のフレーズをハイハットのタイミングに合わせてゲートで切ることや、冒頭の1小節だけにディレイを掛けることなどを頻繁に行っていたと石野は述べている。その際にイーブンタイドのH3000やローランド・SDE-2000を多用したとも述べている。それ以外に当時のエピソードとしてベース・オ・マティックが来日した際に、電気グルーヴに対してイベンターから「ローランドのボコーダーを使ってないか?」と問い合わせがあったため、砂原がコルグ・DVP-1を貸し出したと述べている。
前作『UFO』は実質的に石野と瀧の2名によって制作された作品であり、砂原はサンプラーを使用した他に一部で意見を述べたのみであったと述べている。同作はサービス精神が旺盛な作品ではあるものの、電気グルーヴとしては「ひどく迷っている気がしますね」と砂原は述べており、「いろんなところを詰め込んでるけど、とりあえずでっかく見せておこう、と。いま聴くとダークな感じがしますよ。ひょっとしたらいちばん聴いてないアルバムかもしれない」と述べている。その後に制作が開始された本作が砂原にとって初めてゼロから制作に関与したスタートのような作品であると述べており、過去作まではあくまで下積み期間であり本作制作時に周囲の人間からも一人前と捉えられるようになったと述べている。

## 音楽性と完成度
本作が非常にポップな仕上がりになっているとインタビュアーから指摘された際に、石野は当時オーストラリアの音楽グループであるSPKのボックス・セットを購入したエピソードを述べた上で、中学生時代に同グループの音楽をポップなものとして石野は聴いており、「どういう形でも心に残るものはポップだと思うし、右耳から入って左耳から消えちゃうような曲は、ある意味でポップじゃないんじゃないかとも思います」と自身の見解を述べている。当時増進していた欧米のレイブ系のバンドについて質問された石野は「同じことをやろうとは毛頭思わないですけどね。日本的な解釈とか勘違いがあってこそ、はじめてオリジナルなものになると思うんですよ。多少気にはなるけど、同じことをやろうとは思わないです」と述べ、瀧は「向こうのレイブとか見て、確かにすごいと思うけど、ロンドンのレイブをそのまま東京に持ってきて同じことが起きるかというと、それは全然違うと思う」と述べている。
砂原は本作においてサンプリング・コラージュの面白さに最も惹かれていたと述べており、また革新性を持った上でのポップな作風を意識していたものの、唄モノに対して意識的であったことが自身にとって苦しい部分でもあったと述べている。本作完成後に周囲からの評価は高かったものの、砂原は次の方向性が見えない状態であったと述べた他、石野が取材の際に常に不機嫌であったこと、また「わかりやすすぎるんじゃない?」という意見などがあり、砂原は「コレをやっちゃったら、終わりなんじゃないか」というほどにポップに徹した作品であったとも述べている。瀧は本作に至るまでの作品について「説明する作業が『KARATEKA』まではあったんです。思ったことを歌詞にした時に、わかりやすくしてあげないときっとわからないだろうなって。ただ、それによっての限界とか、行き着く先っていうのがある程度見えちゃったんで、じゃあ、もう次だという」とさらに変化を求めて次作を制作する意欲を述べていた他、「見えちゃうと変えちゃうんですね。見えて到達してから次に行こうじゃなくて、見えちゃうともうわかったって、次に行っちゃうんです。見えちゃってるわけだから、何もそこまで行く必要はないっていう。次の、先が見えてない部分に行ったほうが面白いっていうだけですよね」とも述べている。

## 構成
- CDブックレットには以下のサンプリング元となったミュージシャンなどの名称が記載されている[12]。

| - レベルMC - トリオ - ニュー・エイジ・ステッパーズ - アインシュテュルツェンデ・ノイバウテン - ほぶらきん - 榎本健一 - スネークフィンガー - レジデンツ - スピッズエナジー - 笠置シヅ子 - ホルガー・ヒラー - ピンク・フロイド - ザ・ストーン・ローゼズ - ライトニング・シーズ - YMO - フライング・リザーズ - ポジティブノイズ - ア・サートゥン・レシオ - テトリス - ワールド・オブ・ツイスト - セックス・ピストルズ - ポップ・ウィル・イート・イットセルフ - P-MODEL - ノースサイド - スパイク・ジョーンズ - 23スキドゥ - スロッビング・グリッスル - ポップ・グループ | - ジョイ・ベルトラム - Dモブ - ウエストバム - 9-10-Boys - ザ・ウェザーメン - PIL - ザ・ドリフターズ - UNICORN - 町田町蔵 - ヒューマン・リーグ - ウルトラヴォックス - 80 aum - プロディジー - エコー&ザ・バニーメン - ザ・モック・タートルズ - The Farm - Acen - 猛毒 - BAD & BADII - スクリーミング・ターゲット - 808ステイト - ザ・クラッシュ - ディー・ライト - スカフレイムス - ワールド・ドミネーション・エンタープライゼズ - ヒカシュー - ドノヴァン - ルーベン・ウィルソン | - ラモーンズ - ピー・ウィー・エリス - ジョー・クォーターマン - ムーディ・スコット - デニス・ボーヴェル - キャバレー・ヴォルテール - ザ・シャーラタンズ - スティーヴ・ヴァイ - レネゲイド・サウンドウェイヴ - オービタル - マーティン・デニー - ビースティ・ボーイズ - Yello - ジャン＝ジャック・バーネル - ピッグバッグ - 有頂天 - エアヘッド - SL2 - アフリカ・バンバータ - ジ・オーブ - スペースメン3 - ダミア - デリック・メイ - Shut up and Dance Gong - 超人バロム・1 - ベイビー・フォード - イオン - クラスター | - サイモン・ハリス - ソフト・セル - マニュエル・ゲッチング - スミス&マイティ - カーティス・メイフィールド - ブッカー・T&ザ・MG's - デペッシュ・モード - オルタネイト - ネクサス21 - XTC - ケビン・サンダーソン - スウィング・アウト・シスター - スクリッティ・ポリッティ - ディーヴォ - アート・オブ・ノイズ - ハワード・ジョーンズ - 坂本龍一 - RADICAL TV - ストロベリー・スウィッチブレイド - ハービー・ハンコック - クラフトワーク - テレックス - 矢野顕子 - 立花ハジメ - B-52's - イレイジャー - デュークス・オブ・ストラトスフィア - ラガ・ツインズ |

## 楽曲
1. 「スネークフィンガー」 - Snake Finger
2枚目のシングルとしてリリースされた。詳細は「SNAKEFINGER」を参照。
2. 「Twist Of The World」
NHK教育テレビの教育番組『まんが日本史』（1992年 - 1993年）のオープニング・テーマとして使用された。本作収録バージョンでは歌詞が変更され、体だけが目的で女と付き合う男の歌になっている。砂原は当時のインタビューにおいて、ライブで本曲のイントロを演奏すると盛り上がると述べている[13]。エコー&ザ・バニーメンの楽曲「ザ・カッター（英語版）」（1983年）をサンプリングしている。その為か音楽配信サービスのアルバムでは収録されていない[14]。また、間奏に人生時代の楽曲「男の中の男」のメロディが含まれている。
3. 「ザ・ケトルマン」 - The Kettle Man
禿げている人達を題材とした曲である。瀧は本曲について「ほんとにいい曲だと思いますよ」と述べている[13]。
4. 「人事を尽くさず天命を待つ」 - Comfortablism
本曲はギターバンドのような雰囲気を目指して制作したと石野は述べており、ストーン・ローゼズの楽曲「アイ・アム・ザ・レザレクション（英語版）」（1992年）をサンプリングしたところ見事に調和したと述べている[13]。
5. 「ドカベン」 - Dokashit
子供の頃の夢から挫折した人々を題材とした曲。瀧は歌詞の最後に「ドカベン」という言葉が使用されていることを指摘している[13]。
6. 「Hi-Score」
ゲーマー及びゲームセンターを題材とした曲。石野は本曲がテクノであると述べた上で、テレビゲームは電気グルーヴのテーマの内の1つであると述べている[13]。9-10-Boyの楽曲「Robocop」（1991年）をサンプリングしているが、卓球がマイク・ヴァン・ダイクと出会ってからダイクの作品であることが発覚し、「訴えないで」と事後承諾を取った。
7. 「デマリンピック」 - Demalynpic
世の中の矛盾している事や、都市伝説をテーマにした曲。本曲では1980年代のオルタナティヴ・ロックやインダストリアルからしかサンプリングされていないと石野は述べている[13]。曲の最後に入る瀧の歌は即興で歌詞をつけて歌ったもの。後に没にされたテイクが『電気グルーヴのオールナイトニッポン』において披露されている。
8. 「KARATEKA」
インストゥルメンタルであるが、俳優の熊倉一雄がナレーションで参加している。YMOの楽曲「ライディーン」（1980年）がテレビ朝日系テレビアニメ『勇者ライディーン』（1975年 - 1976年）に因んで名づけられたことに対抗して、当初の曲名はテレビ朝日系テレビアニメ『機動戦士ガンダム』（1979年 - 1980年）に因んで「ガンダム」とする予定であったが、著作権上の問題により使用できなったと砂原は述べている[13]。
9. 「March」
当時のインタビューにおいて石野は、テクニック的に向上した「N.O.」（1994年）であると発言したほか[注釈 1]、電気グルーヴの解散を想定して書いた曲であるとも述べている。2017年のコンサートツアー「TROPICAL LOVE TOUR」以降のライブではよく披露されており、2018年以降は歌詞もややポジティブに改められた「三月はマーチ」として演奏されている。
10. 「Let's Go! 無間地獄」 - Let's Go! Mugen-Jigoku
XTCをサンプリングしている。普通の家庭で育った子供が、成長していくにつれて悪い方向に道を踏み外していく様を風刺した曲。砂原は一生懸命この曲を制作したと述べているが、石野が心の底では本曲を気に入っていないとも述べている[13]。
11. 「DS Massive」
「DS」とは「土方スピリッツ」の略だが、レコード会社側の自主規制で音声がピー音で消されている。石野は本曲について、アルバム『FLASH PAPA』（1991年）収録の「電気ビリビリ」、アルバム『UFO』（1991年）収録の「B.B.E. (Bull Beam Express)」に続くハードテクノ路線の曲であると述べている[13]。本曲の最後に熊倉一雄のナレーションでこのCDを捨ててもう一枚新しく買えと言うメッセージが入っている。

## リリース、批評、チャート成績
| 専門評論家によるレビュー | 専門評論家によるレビュー |
| レビュー・スコア         | レビュー・スコア         |
| 出典                     | 評価                     |
| ------------------------ | ------------------------ |
| CDジャーナル             | 肯定的                   |

本作は1992年10月21日にキューン・ソニーレコードのトレフォートレーベルからCDにてリリースされた。CD帯に記載されたキャッチコピーは「空手のマネして新聞配る-これ究極のKARATEKAなり。ポップにヒート・アップした電気GROOVEのサード・アルバム。」となっている。初回限定盤には前面ジャケット右下に「KARATEKAシール」が貼り付けられていた。また、前作まで歌詞カードに記載されていた収録曲のBPM表記が本作から記載されなくなった。本作からはテレビ東京系バラエティ番組『浅草橋ヤング洋品店』（1992年 - 1996年）のオープニングテーマとして使用された「SNAKEFINGER」がアルバムと同時リリースという形でシングルカットされた。また、1994年3月21日にはMDにて本作が再リリースされた。
音楽情報サイト『CDジャーナル』では電気グルーヴの音楽性について「音楽のスタイルなんて関係ないねっていう気分を最も軽快なステップでリアルに形にしている」と位置付けた上で、「情けないほど風俗的、かつ哲学的な(?)作り物として提供される“顔の見え過ぎるテクノ”という逆転の構図がおもしろい」と肯定的に評価した。
本作は1992年11月2日付けのオリコンアルバムチャートにて最高位第13位の登場週数4回で売り上げ枚数は4.7万枚となった。この結果に対し、メンバーは「すごくポップなアルバムだし、これはきっと売れるって確信した。でも、蓋を開けてみればそれまでとそんなに変わらなくて、売れる売れないは内容じゃないのかなあ、なんて…」と述べている。後に瀧は本作について「例えば三枚目の『KARATEKA』で何か終わったっていう見方をされたりもするんですけど、うちらから見ると、そりゃ終わるだろうと」と述べた他、「最初の三枚に関しては、ずっとそれがありましたよね。変えよう変えよう、新しいことっていう姿勢で」とも述べている。本作の売り上げ枚数は電気グルーヴのアルバム売上ランキングにおいて第10位となっている。本作は2021年に実施されたねとらぼ調査隊による電気グルーヴのアルバム人気ランキングにおいて第5位、2022年に実施された同ランキングでは第8位となった。

## アートワーク
本作のアートワークは書籍『俺のカラダの筋肉はどれをとっても機械だぜ』を担当した流れで、イラストレーターのスージー甘金が担当することになった。甘金は後に至るまで使用されている電気グルーヴのロゴマークも制作している。本作のCDを取り出したケースの下には「赤ちゃん」の文言と赤ちゃんの写真が使用されているが、これについて瀧は「当時CDのトレイって味気ないものが多くて、『UFO』の時もそうだったけどココはもっとやりようがあるなっていう。それまで会社側にいくら説明してもなかなか満足なデザインが上がってこなかったから、内容的にポップでいい湯加減っていうか、温度感が合いそうなところでスージーさんにお願いしたんだと思う」と述べている。この写真は甘金の知り合いの母親が実子である「修平ちゃん」を撮影したものを借りており、写真は過去のもので当時すでに「修平ちゃん」は小学生程度の年齢であったと甘金は述べている。
本作のタイトルについて甘金は本来であればメンバーはカタカナにする意向であったと推測した上で、同名のファミリーコンピュータ用ソフト『カラテカ』（1985年）が存在するためローマ字表記に変更したのではないかと述べている。甘金は石野からあるレコードをイメージとして提示され、「こんなのがいい」と依頼されたもののデザインが上手くいかず、アメリカ合衆国において「DANGER」と書かれた看板を発見し、その看板に書かれた「DANGER」は1行だけであったが本作における「KARATEKA」の部分は2行に置き換えており、それ以外はその看板からデザインを拝借したと述べている。色に関しては2色という依頼があったため安手の雑誌のような配色にしたものの、甘金は「たぶん彼らが想像している色じゃなかったと思うんだけどね」と述べている。また初回限定盤においてシールを右下に貼るというアイデアが提案されたことから右下スペースのサイズが決定し、そのスペースを埋めるために瀧をモデルにしたキャラクターを配置することになったと述べている。

## ツアー
本作を受けたコンサートツアーは「全国鼻毛あばれ牛ツアー」と題し、1992年10月28日の名古屋ダイヤモンドホール公演を皮切りに、12月4日の静岡ロイヤルホテル BF ロイヤルホール公演まで11都市全11公演が実施された。ツアータイトルは当初「全国死尿食べある紀」であったが、メンバーは非常に気に入っていたものの新聞に掲載できないという理由で却下された。10月29日の静岡GIZE公演では演奏開始早々に観客の震動により階下のスナックバーなどから苦情が殺到し、3曲演奏した時点でライブ中断となる。その後主催者側から「観客の皆さん、静かにノってください」という忠告が出されたものの、1時間に及ぶ協議の結果公演中止となった。11月2日には初の電気グルーヴ単独の日本武道館公演を実施、ステージ前説としてお笑いコンビの浅草キッドが出演、同公演の模様はライブ・ビデオ『ミノタウロス』（1993年）に収録された。同公演について瀧は、「無理やりやった武道館。すごくでっかいステージと音、すごくちっちゃい客席（笑）。うちらもともと武道館って会場になんの思い入れもないから、だからどうしたって感じだった」と述べている。また、同ツアーでは真心ブラザーズの楽曲「どか〜ん」（1990年）のカバーが披露された。
11月3日には下北沢シェルターにてシークレット・ライブを実施、観客は男性限定で200名となっており、メンバーは終始全裸で演奏を行った。同公演の1曲目はシブがき隊の楽曲「NAI・NAI 16」（1982年）のカバーでありゲストとして漫画家の天久聖一および放送作家の椎名基樹が参加、観客にはもれなくパーマンの絵柄が印刷されたTシャツがプレゼントされた。また、ツアー最終日となった12月4日の公演は中止となった10月29日分の振り替え公演として行われた。

## 収録曲
- CDブックレットに記載されたクレジットを参照[21]。また、8曲目は台詞入りのインストゥルメンタルとなっている。

| #         | タイトル                                       | 作詞                 | 作曲                 | ミックス             | 時間  |
| --------- | ---------------------------------------------- | -------------------- | -------------------- | -------------------- | ----- |
| 1.        | 「スネークフィンガー」(Snake Finger)           | 石野卓球             | 石野卓球             | 渡辺省二郎、石野卓球 | 4:21  |
| 2.        | 「Twist Of The World」                         | 石野卓球             | 石野卓球             | 渡辺省二郎、石野卓球 | 4:56  |
| 3.        | 「ザ・ケトルマン」(The Kettle Man)             | ピエール瀧           | 石野卓球、良徳砂原   | 渡辺省二郎、良徳砂原 | 2:50  |
| 4.        | 「人事を尽くさず天命を待つ」(Comfortablism)    | 石野卓球             | 石野卓球             | 渡辺省二郎、石野卓球 | 4:18  |
| 5.        | 「ドカベン」(Dokashit)                         | ピエール瀧           | ピエール瀧、良徳砂原 | 渡辺省二郎、良徳砂原 | 5:08  |
| 6.        | 「Hi-Score」                                   | ピエール瀧           | 石野卓球             | 渡辺省二郎、石野卓球 | 4:18  |
| 7.        | 「デマリンピック」(Demalynpic)                 | ピエール瀧           | 石野卓球             | 渡辺省二郎、石野卓球 | 5:07  |
| 8.        | 「KARATEKA」                                   |                      | 良徳砂原             | 渡辺省二郎、良徳砂原 | 3:50  |
| 9.        | 「March」                                      | 石野卓球             | 石野卓球             | 渡辺省二郎、石野卓球 | 6:20  |
| 10.       | 「Let's Go! 無間地獄」(Let's Go! Mugen-Jigoku) | 石野卓球             | 良徳砂原             | 渡辺省二郎、良徳砂原 | 3:49  |
| 11.       | 「DS Massive」                                 | 石野卓球、ピエール瀧 | 石野卓球             | 渡辺省二郎、石野卓球 | 5:52  |
| 合計時間: | 合計時間:                                      | 合計時間:            | 合計時間:            | 合計時間:            | 50:49 |

## スタッフ・クレジット
- CDブックレットに記載されたクレジットを参照[22]。

| - 石野卓球 – ボーカル、プログラム - ピエール瀧 – ボーカル、プログラミング - 砂原良徳 – プログラム - Triolet – コーラス（1, 5, 6, 10曲目） - ブラボー小松 – ギター（4, 9曲目） - 熊倉一雄 – ナレーション（8, 11曲目） - 森若香織 – コーラス（9曲目） - 電気GROOVE – プロデュース - 渡辺省二郎 (Ram Jam World) – コ・プロデュース、レコーディング・エンジニア - 安部良一 – ディレクター - 上畠基生 – アシスタント・エンジニア - 濱口篤 – アシスタント・エンジニア - 田中三一 – マスタリング・エンジニア - 後藤伸一 – マネージメント - スージー甘金 ＋ コガネ虫スタジオ – アート・ディレクション、デザイン - 今元秀明 – 写真撮影 - 宇山弥和子 – スタイリング | - 丸山茂雄 – エグゼクティブ・プロデューサー - 石井俊雄 – エグゼクティブ・プロデューサー - 会田茂一 & ミッキー – スペシャル・サンクス - CRAZY SKB – スペシャル・サンクス - 増渕俊之 (JICC) – スペシャル・サンクス - 野田努 – スペシャル・サンクス - 野村昌史 (CAJA de MUSICA) – スペシャル・サンクス - 詩人の血 – スペシャル・サンクス - 岩井政佳 – スペシャル・サンクス - 野村祐子 – スペシャル・サンクス - 佐藤雅彦 (ONE POINT) – スペシャル・サンクス - 真島三夫（東京舞台照明） – スペシャル・サンクス - 田中晃一 (HIBINO) – スペシャル・サンクス - 島田由夫 – スペシャル・サンクス - 間定巳（東京舞台照明） – スペシャル・サンクス - 高橋徳富 (ONE POINT) – スペシャル・サンクス - マドモアゼル朱鷺 – スペシャル・サンクス - 天久聖一 – スペシャル・サンクス - SECRET GOLD FISH – スペシャル・サンクス - 耳切坊主 – スペシャル・サンクス - 宮城健人 – スペシャル・サンクス - 近藤進太郎 – スペシャル・サンクス | - 日出郎 & PINK SODA – スペシャル・サンクス - 伊集院光 – スペシャル・サンクス - 浅草キッド – スペシャル・サンクス - 加藤晋（サウンドマン） – スペシャル・サンクス - 赤松裕介 – スペシャル・サンクス - 勝島康一 – スペシャル・サンクス - 板倉洋行（サウンドマン） – スペシャル・サンクス - 椎名基樹 – スペシャル・サンクス - 山本圭三 – スペシャル・サンクス - 今利光（アフターワークス） – スペシャル・サンクス - 関智行 (TAR) – スペシャル・サンクス - NEEDLES – スペシャル・サンクス - 田中秀幸（アスタリスク） – スペシャル・サンクス - ディスクガレージ – スペシャル・サンクス - ジェイルハウス – スペシャル・サンクス - キョードー大阪 – スペシャル・サンクス - キョードー西日本 – スペシャル・サンクス - キョードー東北 – スペシャル・サンクス - キャンディープロモーション – スペシャル・サンクス - WESS – スペシャル・サンクス - DETENTE – スペシャル・サンクス - 33 – スペシャル・サンクス - HEVEN – スペシャル・サンクス - 後藤修平 – スペシャル・サンクス |

## チャート
| チャート         | 最高順位 | 登場週数 | 売上数  | 出典  |
| ---------------- | -------- | -------- | ------- | ----- |
| 日本（オリコン） | 13位     | 4回      | 4.7万枚 | [ 3 ] |

## リリース日一覧
| No. | リリース日     | レーベル                       | 規格         | カタログ番号 | 備考                   | 出典          |
| --- | -------------- | ------------------------------ | ------------ | ------------ | ---------------------- | ------------- |
| 1   | 1992年10月21日 | キューン・ソニー／トレフォート | CD           | KSC2 18      |                        | [ 15 ] [ 23 ] |
| 2   | 1994年3月21日  | キューン・ソニー／トレフォート | MD           | KSY2 2012    |                        | [ 24 ]        |
| 3   | 2016年8月3日   | ソニー・ミュージックレーベルズ | ロスレスFLAC | -            | デジタル・ダウンロード | [ 25 ]        |
| 4   | 2020年6月19日  | ソニー・ミュージックレーベルズ | AAC-LC       | -            | デジタル・ダウンロード | [ 26 ]        |